# کفر عین، ادلب
کفر عین (به عربی: کفر عین) یک روستا در سوریه است که در ناحیه خان شیخون واقع شده‌است. کفر عین ۱٬۲۳۴ نفر جمعیت دارد.